# Panik i tomteverkstan
Panik i tomteverkstan var julkalendern i Sveriges Television 2019, regisserad och skriven av Fredde Granberg och Thomas Claesson, som beskriver den som en "sitcomsaga". Producerad av Nathalie Boujenbe. Handlingen fortsätter i uppföljaren Mer panik i tomteverkstan från 2021.

## Handling

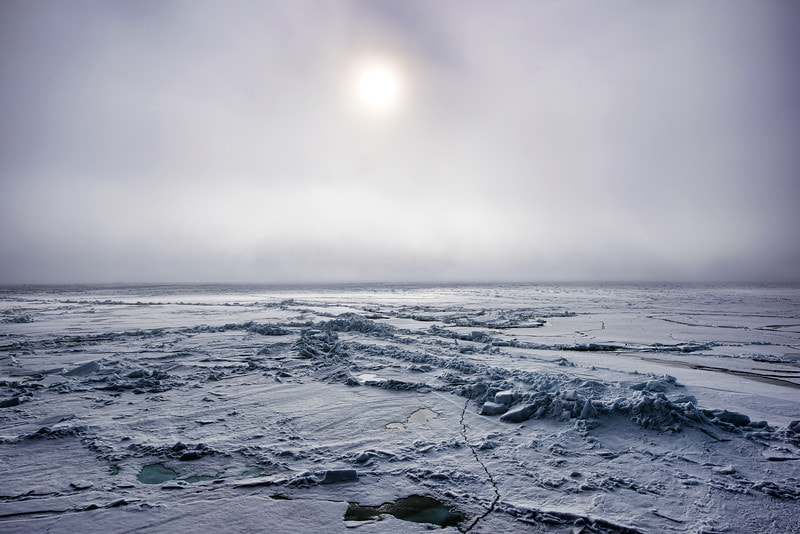
Arktis, där Jultomten bor med sin familj i berättelsen.

Tomtefamiljen på Nordpolen behöver tillsammans vända trenden att allt färre barn tror på jultomten, trots mer än 200 års julklappsutdelande. Den magiska världens Ljusets lykta lyser svagt och tomten är nedstämd.

## Rollista i urval
- Per Andersson – Jultomten Julius, Mange
- Pernilla Wahlgren – Tomtemor Julia
- Elis Nyström – Julle
- Elisabeth Drejenstam Papadogeorgou – Julina
- Leif Andrée – Snögubben
- Marie Robertson – Danielle Lama, livscoach
- Christina Schollin – Tomtemormor
- Helge Skoog – Tomtemorfar
- Marko ”Markoolio” Lehtosalo – Meckar-Nisse (slädmekaniker)
- Malin Cederbladh – Rim-Nisse
- Maria Nohra – reporter
- Victor Beer – Kameraman
- Rolf Skoglund – Ur-Tomten Sankt Nikolaus, ordförande i tomterådet
- Sven Melander – medlem i tomterådet
- Allan Svensson – medlem i tomterådet
- Katarina Ewerlöf – medlem i tomterådet
- Suzanne Reuter – medlem i tomterådet
- Michael Lindgren – julbocken Bertil
- Jarmo Mäkinen – polis
- Petrina Solange – polis
- Johannes Wanselow – TV-Chefen
- Fredde Granberg – post-Nisse
- Catrine Lundell – representant för Julfacket

## Produktion
Inspelningen av julkalendern påbörjades i början på mars 2019. Största delen av inspelningarna skedde i Studio 1 i SVT-huset, men många av utomhusmiljöerna är filmade i Kiruna. En del av julkalendern utspelar sig också i "en mindre svensk stad" och den delen är inspelad i Vaxholm. Stadsvyn från luften är filmad i Strängnäs av en privatpersons drönare.

## Mottagande
Premiäravsnittet av Panik i tomteverkstan sågs av 1,87 miljoner framför tv-apparater. På SVT Play slog det rekord som det mest sedda innehållet över tre minuter under ett dygn och hade ett snitt på 894 000 tittare på SVT Play.
Mottagandet från tittare efter premiären har varit blandat. Kritiken har främst handlat om uttalanden i julkalendern om att folk klär ut sig till jultomten och inte är några riktiga jultomtar. Bland annat menade en del föräldrar att det skapar ett tvivel hos barn som tror på jultomten. SVT har hänvisat till en studie publicerad i The Lancet Psychiatry, av Christopher Boyle, professor i psykologi, och Dr Kathy McKay, att barn förr eller senare kommer att upptäcka sanningen och då fråga sig om det funnits fler lögner.